# Capelle (Nord)
Capelle és un municipi francès, situat a la regió dels Alts de França, al departament del Nord. L'any 2006 tenia 167 habitants. Limita al nord-est amb Ruesnes, a l'est amb Beaudignies, al sud amb Escarmain i al nord-oest amb Bermerain.

## Demografia
| 1962                                       | 1968 | 1975 | 1982 | 1990 | 1999 | 2006 |
| ------------------------------------------ | ---- | ---- | ---- | ---- | ---- | ---- |
| 159                                        | 163  | 123  | 122  | 128  | 153  | 167  |
| Des de 1962: població sense dobles comptes |      |      |      |      |      |      |

## Administració
| Període | Identitat           | Partit |
| ------- | ------------------- | ------ |
| 2001-   | Jean-Claude Vanesse |        |